# Dłużnica (przystanek kolejowy)
Dłużnica – przystanek osobowy w miejscowości Rudawa, w województwie opolskim, w powiecie nyskim, w gminie Głuchołazy, w Polsce.
| Dłużnica                                                             |  |                              |
| Linia nr 251 (D29-1971) Nowy Świętów - Sławniowice Nyskie (3,056 km) |  |                              |
| Nowy Świętówodległość: 3,056 km                                      |  | Biskupów odległość: 5,194 km |